# دست‌نوشته (آلبوم شان مندز)
دست نوشته اولین آلبوم استودیویی شان مندز، خواننده کانادایی است و در تاریخ ۱۴ آوریل ۲۰۱۵ توسط استودیو جزیره منتشر شد.
این آلبوم اولین بار در بیلبورد ۲۰۰ ایالات متحده با فروش نخستین هفته از ۱۱۹٬۰۰۰ نسخه آلبوم بود که ۱۰۶٬۰۰۰ نسخه فروش خالص بود. آلبوم شامل آهنگ "کوک" است که به مدت ۵ هفته در صدر بیلبورد ایالات متحده و شمارهٔ ۱ بر روی نمودار تک آهنگ انگلستان قرار گرفته بود. نسخهٔ مجدد آن در ایالت متحده آمریکا آهنگ ''من می‌دانم تابستان گذشته چکار کردی " را نیز شامل شد. برای تبلیغ آلبوم، مندز در چند نمایش تلویزیونی و اهدای جوایز حاضر شد.
این آلبوم توسط دو تور پشتیبانی می‌شود: تور هیدر لاینر شان مندز و تور جهانی شان مندز.

## لیست آهنگ‌ها
| شماره      | نام                               | نویسنده(ها)                      | تهیه‌کنندگان                | مدت   |
| ---------- | --------------------------------- | -------------------------------- | -------------------------- | ----- |
| ۱.         | «مهمانی زندگی»                    | زیمیشنی هریس                     | زیمیشنی                    | ۳:۳۵  |
| ۲.         | «کوک»                             | دنیل تدی گایگر دنیل "نور روز"    | نور روز گایگر پارکر        | ۳:۲۷  |
| ۳.         | «هیچوقت تنها نباش»                | شان مندز هریس مارتین تیرف اسکات  | تیرف                       | ۳:۳۶  |
| ۴.         | «بچه در عشق»                      | مندز زیمیشنی هریس                | زیمیشنی تیرف               | ۳:۴۶  |
| ۵.         | «من می‌دانم تابستان گذشته چه کردی» | مندز هریس تیرف واربورتون         | تیرف                       | ۳:۰۰  |
| ۶.         | «چیزی بزرگ»                       | مندز زیمیشنی هریس                | زیمیشنی                    | ۲:۴۱  |
| ۷.         | «رشته‌ها»                          | مندز هریس امیلی وارن             | لوئیس بیانکانیولو سم واترس | ۳:۱۱  |
| ۸.         | «لذت ثانوی»                       | مندز هریس وارن                   | لوئیس بیانکانیولو واترس    | ۲:۵۰  |
| ۹.         | «هوا»                             | هریس وارن                        | کریوف Jهریس                | ۳:۱۴  |
| ۱۰.        | «دیوانه»                          | مندز واربورتون تیرف              | مندز واربورتون             | ۳:۱۲  |
| ۱۱.        | «کمی بیش از حد»                   | مندز                             | زیمیشنی                    | ۳:۰۷  |
| ۱۲.        | «این چیزی است که طول می‌کشد»       | مندز واربورتون تیرف زیمیشنی هریس | تیرف                       | ۳:۵۰  |
| مجموع مدت: | مجموع مدت:                        | مجموع مدت:                       | مجموع مدت:                 | ۳۹:۲۹ |